# Kumari

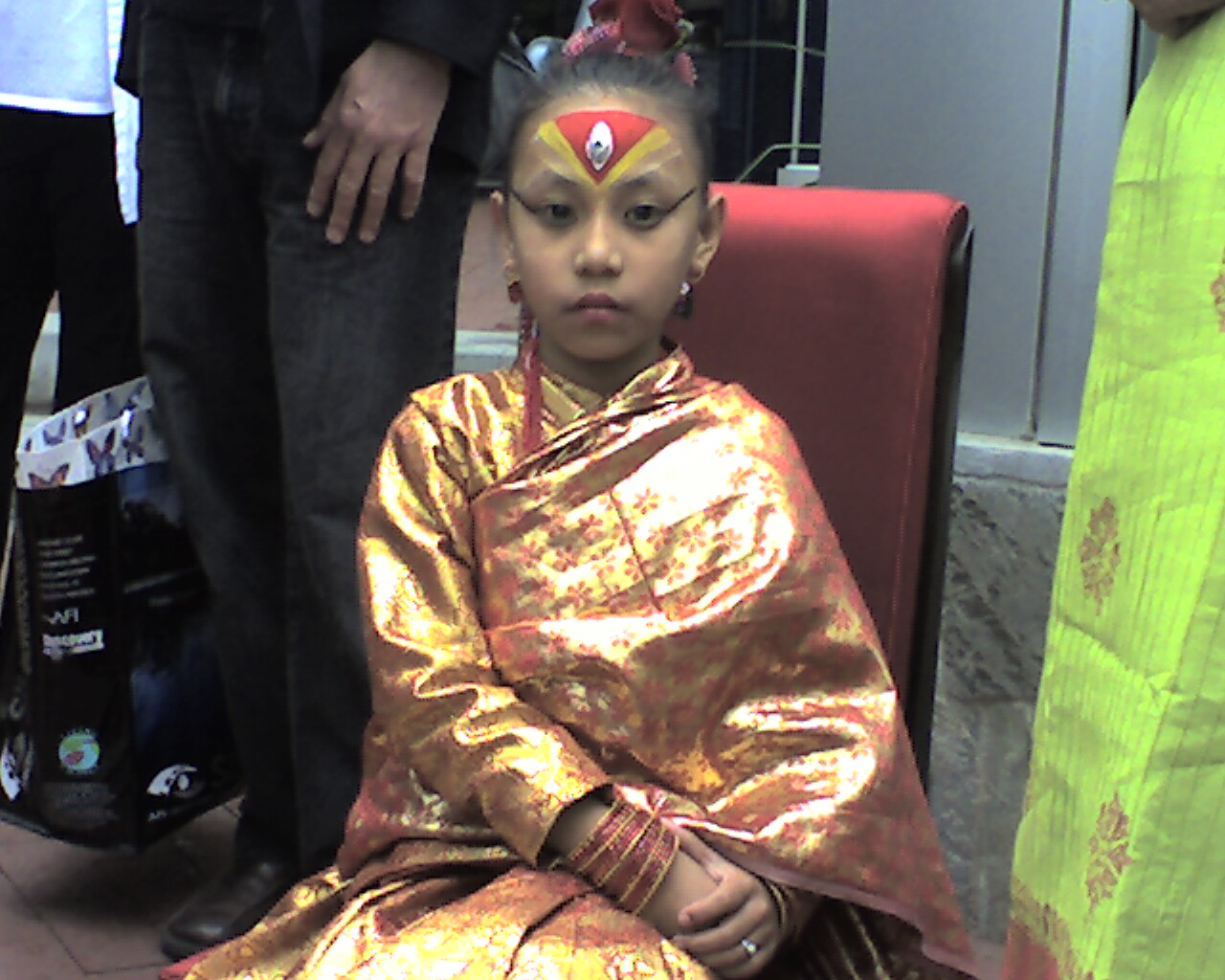
Kumari

Kumari, o Kumari Devī (कुमारी - Kumārī), è la Dea vivente degli Hindu, il suo culto ha sede in Nepal.
Kumari ha letteralmente il significato di vergine, ad indicare la purezza della Dea.
È l'incarnazione della Dea Taleju Bhawani, meglio conosciuta come Durgā, in India.
La Kumari viene scelta tra le bambine delle caste buddiste delle famiglie newar, gli Sakya residenti a Kathmandu, la stessa cui apparteneva il Buddha, in qualunque momento dallo svezzamento alla pubertà. Anche se scelta tra i buddisti è equamente venerata da buddisti e induisti, questo è dovuto al ruolo di legittimante del potere reale nell'annuale festa del Kumari Jiatra.
È molto difficile stilare una lista definitiva delle Kumari. Gli studiosi ne citano tredici, ma probabilmente sono di più. Alcuni dati fanno pensare che vi sia una Kumari in ogni villaggio newar, anche se non sempre sono permanenti e il cerimoniale che regola le loro vite non è uguale.
Le più importanti sono le Kumari reali di Patan, Kathmandu e Bhaktapur, direttamente connesse con il re.
Nel Nepal, dal 1300 al 1760 vi furono tre regni nella valle di Kathmandu; ognuno con un palazzo reale, un tempio della dea Taleju e le Kumari. A seguito dell'invasione e dell'unificazione del 1769 solo la Kumari di Kathmandu mantenne il titolo di reale, conquistando la superiorità su tutte le altre.
Inoltre la Kumari reale di Kathamndu è colei che pone la tika, il sacro segno rosso, sulla fronte del re.
L'attuale Kumari reale è Trishna Shakya. Verrà detronizzata all'arrivo della prima mestruazione o a seguito di perdite di sangue o malattie (basta il sangue di un piccolo graffio), infatti per restare pura la Kumari non può ricevere le cure di alcun dottore.

## Storia
La venerazione della dea vivente in Nepal è un rito relativamente recente, databile solamente al XVII secolo, la tradizione delle Kumari-Pūjā, o del culto della vergine, è presente da molto più tempo.
In India vi sono tracce di un culto della vergine che si è svolto per più di 2600 anni. Sembra prendere piede in Nepal solo nel VI secolo e i documenti che descrivono la selezione, gli ornamenti e il vero e proprio culto inizia nel XIII secolo.

### Leggende

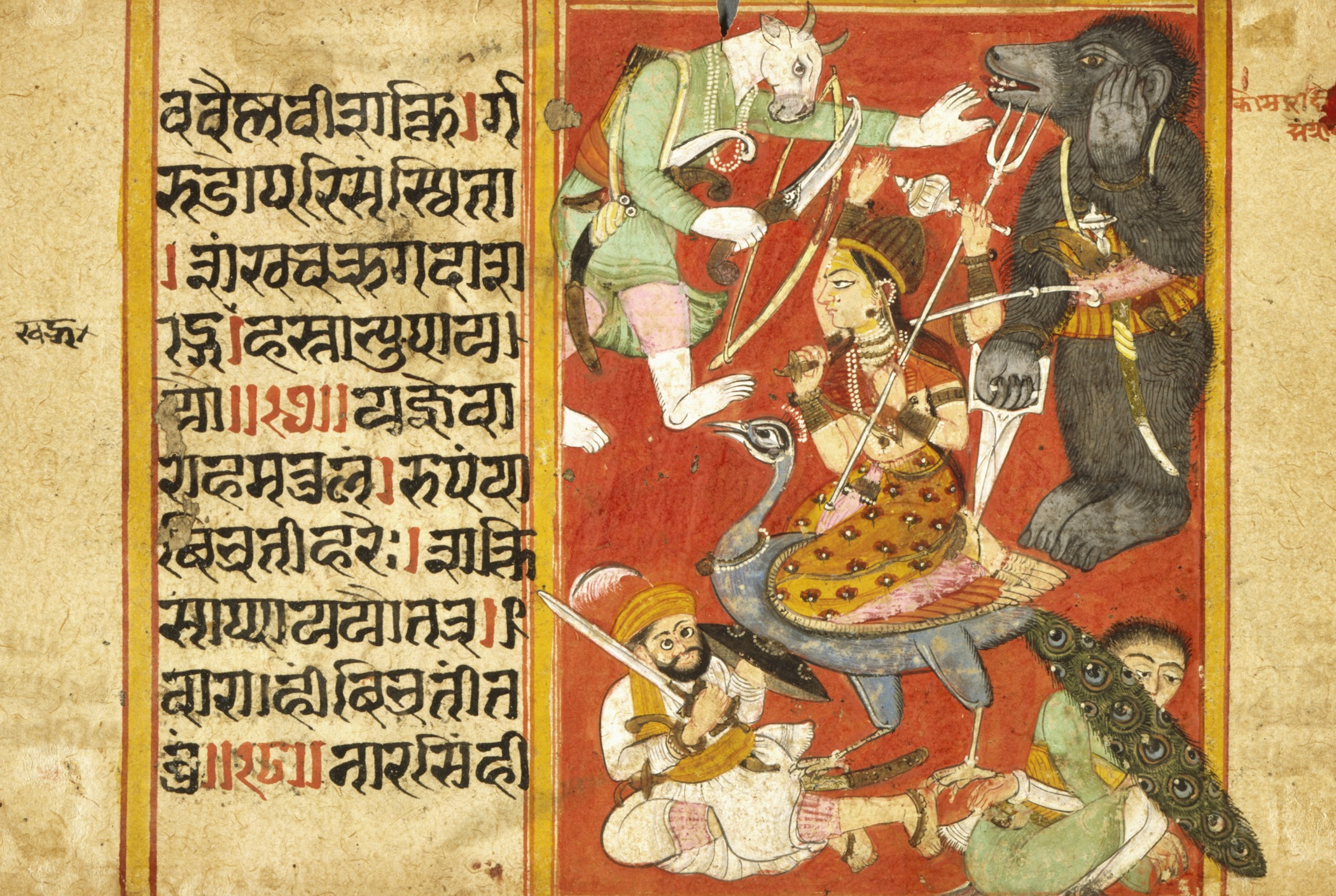

Tutte le leggende sulla nascita della Kumari riconducono al re Jayaprakash Malla, l'ultimo re nepalese della dinastia Malla.
- Secondo la leggenda più popolare durante la notte un serpente rosso vagava intorno alla stanza del re Jayaprakash Malla, quest'ultimo stava giocando a Tripassa, un gioco con i dadi, insieme alla dea Taleju, patrona del suo lignaggio reale. A seguito delle numerose visite della divinità il re inizia a percepire la sua bellezza, e, trovandola infinitamente più bella della sua sposa, ha pensieri impuri a sfondo erotico riguardanti la dea. Con la sua capacità di leggere il pensiero la dea percepisce le intenzioni del re e si infuria terribilmente. In altre versioni il re si sarebbe semplicemente permesso di battere la dea.

A questo punto la dea lascia il re con la minaccia di non mostrarsi mai più a lui nelle sembianze di una donna, ma solo in quelle di una bambina di una delle caste più basse, il re avrebbe dovuto comunque riservarle l'omaggio dovuto a una dea e quindi piegarsi di fronte a un suo inferiore.
Sperando di fare ammenda, e ricevere il perdono, il re passa alla ricerca della giovane posseduta dallo spirito della Dea.
Ancora oggi quando una madre sogna un serpente rosso sua figlia può diventare Kumari.
- Un'altra leggenda molto simile narra che un re vide un serpente sul suo tappeto. La serpe si trasforma in una bellissima fanciulla, allora il re le chiede se voleva giocare a dadi con lei giacché ne era un vero patito. La fanciulla accetta, ma il re perde subito e per dispetto la picchia. Questa, che in verità era una dea, rientrò nel serpente e disse al re "Tornerò sulla Terra e tutti dovrete venerarmi".
- Una variante di questa e di altre leggende ha come personaggio principale il re Gunkam Dev, antenato del XII secolo del re Jayaprakash Malla.
- Un'altra leggenda della nascita della Kumari è molto controversa. Secondo questa leggenda il re avrebbe avuto rapporti sessuale con una ragazza prepubescente, che in seguito è morta proprio a causa del rapporto. Il re sopraffatto dalla vergogna e dalla pena ha cominciato a fare sogni della dea Taleju che gli ha detto di cercare una sua incarnazione in una giovane prepubescente per avere il suo perdono. Da allora il re deve adorare la Kumari e chiedere ogni anno il suo perdono ed avere il suo appoggio per conservare il trono.
- Un'altra leggenda dice che durante il regno del re Jayaprakash Malla una giovane ragazza, della famiglia dei Sakya, venne scacciata dalla sua città; temevano che fosse posseduta dalla dea Durgā. Questa bambina aveva il dono di predire il futuro e avrebbe predetto terribili sciagure al regno dei Malla. Quando la regina venne a conoscenza del destino della ragazza insistette affinché il re prendesse sotto la sua custodia la giovane quale incarnazione vivente di Durga, in modo che questa potesse legittimare il suo potere e portare fortuna alla sua casa.

### Storia nepalese
L'esistenza della Kumari è estremamente importante per la legittimazione del potere in Nepal: nel tempo, è diventata simbolo di unità nazionale tanto dei newar, il suo gruppo etnico di origine, quanto dei conquistatori, gli Hsah. Essa è venerata da tutta la popolazione nepalese.
Dal punto di vista newar è una Dea newar che legittima un re straniero, attribuendogli il permesso di governare il Nepal. Per gli Hsah, la dinastia regnante dal 1769, è la legittimazione divina del potere attuale.
In questo senso la festa più importante è la “Kumari Jiatra”, ossia “Processione della Kumari”. Dura tre giorni, durante i quali la dea viene fatta salire su un carro che percorre le vie dei Kathmandu, alla partenza della processione sono presenti i membri della famiglia reale, i dignitari del regno, i membri del governo, gli ambasciatori e i capi dell'esercito. La processione si svolge nella parte alta e bassa di Kathmandu, solo il terzo giorno si ferma al centro della città, nella piazza del palazzo reale, questo percorso serve a ritualizzare i confini della città ed a porli nell'autorità del re.
Al termine la dea bambina segna la fronte del re con un segno di polvere rossa, o tika, e con una ghirlanda di fiori. Questo gesto legittima il potere reale per un anno, concedendogli la possibilità di regnare fino all'anno seguente.
Questa legittimazione non è solo formale, si racconta la storia di una Kumari che per sbaglio segnò il figlio del re, anziché il re stesso, pochi mesi dopo il re morì e fu suo figlio a regnare per l'anno.
Nel 1768 ci fu l'invasione del re Gorkha, questi scelse proprio il giorno della festa per attaccare in modo da poter ricevere la benedizione al posto del re in fuga. Ottenuta la legittimità dalla Kumari il suo potere non poté essere messo in dubbio.
La Kumari Preeti Shakya è stata eletta nel luglio 2001, un mese dopo il massacro della famiglia reale nepalese. Normalmente la Kumari è scelta in ottobre, ma il nuovo sovrano, avendo ottenuto il potere in modo discutibile, desiderava essere insediato da una Kumari a lui fedele. Del resto il re ha il potere di detronizzare la Kumari se l'oroscopo di questa è contrario a quello del re stesso.
La Kumari Preeti Shakya era stata prescelta in una famiglia di gioiellieri buddisti e viveva nel palazzo di Kumari Bahal, lontana dai parenti.
Osservando la storia nepalese, si nota che nei momenti di crisi o bisogno di legittimazione i sovrani si sono sempre serviti dell'apporto divino della Kumari e di una dea estremamente importante: Taleju.
Nel 2008 la Corte suprema nepalese ha stabilito che la Kumari può vivere a casa con i genitori e andare a scuola come tutti i bambini.
Secondo quanto riportato dai giornali locali il 25 aprile 2015, a seguito del terremoto del Nepal, la kumari sarebbe sopravvissuta mostrandosi come in uno stato di trance. Ella avrebbe rassicurato i parenti sul suo stato.

## Procedura di selezione
Quando la Kumari si ammala gravemente, si ferisce o ha il menarca, significa che la dea Taleju ha abbandonato il corpo mortale.
Parte allora la frenetica ricerca della nuova incarnazione alla quale partecipano cinque alti sacerdoti buddisti Vajracharva, il Bada Guruju, o sacerdote reale, il sacerdote di Taleju e l'astrologo reale, per un totale di otto saggi. L'astrologo, in particolare, deve analizzare l'oroscopo della candidata per controllare che sia favorevole e non sia in contrasto con quello del re, così da garantire l'incolumità del sovrano durante le visite. In seguito all'analisi delle candidate, il regnante e le altre guide religiose vengono informati.
Sono eleggibili tutte le giovani buddiste della casta Newar Shakya, degli argentieri e orafi. Questi sono gli abitanti indigeni della valle di Kathmandu, e sono divisi in caste indù e buddiste. Tra i criteri di scelta della dea bambina vi è il fatto che le famiglie, appartenenti ad alte caste Newar, debbano risiedere a Kathmandu da almeno tre generazioni; inoltre, la famiglia stessa è selezionata anche per il suo attaccamento e per la lealtà alla famiglia reale.
La bambina deve rispondere a caratteristiche molto precise che vengono elencate in quelle che si definiscono le “32 perfezioni”. In realtà sono caratteristiche difficili da riscontrare nel fisico di una bambina e i criteri della lista sono di difficile interpretazione: in realtà si richiede che non ci siano difetti fisici, che la giovane mostri una particolare bellezza, che non abbia subito perdite di sangue di alcuna natura e che, di conseguenza, non presenti ferite o cicatrici. Le prove più importanti sono sicuramente quelle di tipo caratteriale in quanto la Kumari non può piangere, mostrarsi disinteressata o irrequieta, non deve, tantomeno, muoversi durante i riti in quanto ognuno di questi gesti è visto come causa di grandi e gravi sciagure per il Nepal.
Per valutare il temperamento delle bambine selezionate, queste vengono sottoposte a un'ultima terribile prova che si svolge durante la festa indiana di Dashain. Nel Kalratri, o “notte nera”, le giovani devono dormire in una stanza buia tra le teste di alcune capre e di 108 bufali sacrificati in onore della dea Kālī; allo stesso tempo, ci sono degli uomini mascherati da demoni che cercano di spaventarle. La bambina che resiste è sicuramente la dea. Si procede con questa prova su tutte le candidate fino a che non si trova quella giusta.
Dimostrato che la candidata ha la serenità e la calma che caratterizzano la dea che è in lei resta un'ultima prova. Deve essere in grado di selezionare effetti personali della precedente Kumari da un assortimento di vari oggetti, se individua gli averi della precedente incarnazione è sicuramente la nuova Kumari.
Una volta scelta deve essere purificata in modo che possa essere un vaso per la personalità della dea Taleju. I sacerdoti procedono a una serie di rituali segreti per pulire il suo corpo e il suo spirito dalle esperienze precedenti. Terminati i rituali Taleju discende in lei e nasce la nuova Kumari.
A questo punto viene vestita e truccata come una Kumari e come tale deve comportarsi, viene portata nel tempio di Taleju e viene trasportata nella piazza su di un panno bianco verso la sua nuova casa: il Kumari Bahal, un palazzo in mattoni rossi nel centro storico di Kathmandu, dove rimarrà per tutto il periodo in cui sarà "posseduta" dalla dea Durga.
Ecco un elenco di alcuni dei 32 requisiti:
- piedi proporzionati
- braccia lunghe
- mani e piedi delicati
- segni circolari sotto la pianta dei piedi
- occhi e capelli neri
- ciglia come quelle di una mucca
- pori della pelle ben delineati
- nessuna cicatrice, ferite o perdite di sangue
- una bella ombra
- cosce come un daino
- petto come un leone
- collo come una conchiglia
- organo sessuale non sporgente
- seni poco appariscenti
- lingua piccola
- guance come quelle di un leone
- corpo come un albero di baniano
- venti denti, e dentatura perfetta
- pelle chiara e profumata
- voce morbida e limpida

## Vita di una Kumari reale
Una volta che la Kumari è stata intronata la sua vita acquista un ritmo e uno stile totalmente diverso. Lascia il palazzo solamente per le cerimonie e sempre in palanchino e senza mai toccare il suolo coi piedi tranne che nei suoi appartamenti. La sua famiglia può farle raramente visita e solamente in veste convenzionale. Non può né compiere lavori né frequentare la scuola. I suoi compagni saranno scelti tra un gruppo limitato di bambini della sua casta; solitamente i suoi guardiani sono due bambini Newar, che comunque godono di maggior libertà.
Vestirà sempre in rosso, acconcerà i suoi capelli in un alto nido (come simbolo della cupola di un tempio) e avrà sempre l'occhio di chakchuu, o “occhio di fuoco” disegnato al centro della fronte come simbolo dei suoi speciali poteri di percezione e divinazione.
La sua vita ora è completamente estranea alle difficoltà materiali, ma ha molte incombenze cerimoniali da eseguire. Anche se non le viene ordinato nulla ci si aspetta che si comporti come farebbe la Dea. È di vitale importanza che continui a mantenere la serenità emersa nelle prove, un suo gesto sbagliato, o affrettato è sintomo di sciagure per quelli che le hanno presentato una richiesta.
La passeggiata della Kumari nella piazza di Durbar è l'ultima volta che i piedi della Kumari toccheranno terrà fintantoché la Dea non lascerà il suo corpo. Da questo momento ogni volta che lascerà il palazzo dovrà essere trasportata nella sua portantina dorata. I suoi piedi sono sacri e puri, i devoti possono toccarli nella speranza di ricevere responsi o aiuti sui loro problemi o nella speranza di essere sollevati dalle loro malattie. Il re stesso li bacerà ogni anno, nel giorno in cui verrà a cercare il suo perdono e appoggio. La Kumari non può indossare scarpe, al massimo i suoi piedi sono coperti da calze rosse.
Si considera il potere della Kumari così forte che persino un suo sorriso sparge fortuna sugli astanti. Folle di fedeli e turisti attendono sotto il suo palazzo sperando che passi davanti alle finestre del terzo piano e sorrida loro. Anche se le sue apparizioni improvvise durano solo pochi secondi l'atmosfera tra la folla cambia e si carica di devozione e felicità per la visione.
I più fortunati, o più ricchi, fedeli visitano la Kumari nella sua stanza, dove siede su un trono di pelle di leone. Molte delle persone che la visitano soffrono di disordini emotivi, o hanno problemi che riguardano il sangue o il ciclo mestruale, infatti si crede che abbia particolari poteri in merito. Inoltre è visitata da burocrati e da alti funzionari del governo. I questuanti portano abitualmente regali e offerte di tipo alimentare alla Kumari, che li riceve in silenzio. A quanti arrivano ad incontrarla offre i piedi perché siano toccati o baciati in atto di devozione. Durante le udienze la Kumari è osservata con estrema attenzione.
Non può toccare gli animali, se piange qualcuno della famiglia reale muore. Quando viene dismessa, lo Stato le manda un vitalizio, ma resta nubile, perché, secondo una credenza, l'uomo che sposa un'ex dea vivente muore entro un mese dal giorno del matrimonio.
Ecco come vengono comunemente interpretati alcuni suoi movimenti:
- Pianto o lamento: malattia grave o morte
- Occhi lucidi: morte imminente
- Tremore: prigionia
- Mano che applaude: bisogna temere il re
- Sceglie tra le offerte di cibo: perdite finanziarie

Se la Kumari resta immobile ed impassibile per tutta l'udienza I suoi devoti la lasciano come liberati, è il segno che le richieste espresse saranno esaudite.
Molte persone assistono ai bisogni della Kumari. Sono conosciuti come Kumarimi, ed il loro capo è il Chitaidar. Il loro lavoro è estremamente difficile. Devono occuparsi di ogni necessità e desiderio della Kumari e devono istruirla sui suoi obblighi cerimoniali. Non possono però darle ordini direttamente, possono solo guidarla nella sua vita. Sono responsabili dei suoi bagni, dell'abbigliamento, e devono occuparsi del suo trucco cerimoniale. È inoltre loro compito prepararla per i visitatori e per le cerimonie.
Poiché viene considerata onnisciente la Kumari non riceve alcuna istruzione. Più di recente, in ogni caso, le è stato assegnato un tutore, una modernizzazione che si è vista necessaria perché fosse in grado di reintrodursi nella vita normale. In ogni caso il suo tutore non può ordinarle di fare nulla, deve trovare un modo per interessarla allo studio e convincerla ad applicarsi.
Ugualmente i suoi compagni devono essere limitati e devono imparare a rispettarla. Ogni suo desiderio deve essere considerato un ordine divino e assecondato, devono quindi imparare ad accondiscendere al suo desiderio anche sui giochi da fare o le attività da svolgere.

## Kumari deposte
La presenza divina abbandona la Kumari nel momento della prima mestruazione, o prima se la bambina viene colpita da infermità o perde sangue. Quindi la deposizione è brusca e non pianificata.
Selezionata la nuova Kumari, la Kumari precedente subisce alcuni rituali che la privano del suo status, almeno formalmente. Nel giro di quattro giorni i simboli della sua divinità le vengono tolti.
Come ultimo atto vengono sciolti i suoi capelli e la giovane abbandona il suo posto. Va via con una moneta d'oro e un pezzo del regale tessuto rosso fabbricato nel periodo in cui lei era Kumari.
La vecchia Kumari riceve una pensione dallo stato di 6000 rupie al mese. Spesso continuano ad essere chiamate Kumari e hanno problemi a riprendere la precedente esistenza. Anche se fanno parte del mondo ordinario hanno problemi a lasciarsi alle spalle l'aura mistica che viene associata alla loro precedente esistenza di Kumari. La superstizione popolare assegna loro ancora dei poteri mistici.
Tutte le ex-Kumari si sono sposate, fatta eccezione delle più giovani.
| Nome                 | Luogo di nascita | Anni di reggenza | Stato                       |
| -------------------- | ---------------- | ---------------- | --------------------------- |
| Hira Maiya Shakya    | Wotu             | 1922-1923        | Sposata, 0 figli            |
| Chini Shova Shakya*  | Lagan            | 1923-1931        | Sposata, 2 figlie           |
| Chandra Devi Shakya* | Asonchuka        | 1931-1933        | Sposata, 2 figlie           |
| Dil Kumari Shakya    | Lagan            | 1933-1942        | Sposata, 3 figli,1 figlia   |
| Nani Shova Shakya    | Ombahal          | 1942-1949        | Sposata, 4 figli, 2 figlie  |
| Kayo Mayju Shakya*   | Kwahiti          | 1949-1955        | Sposata, 1 figlio, 1 figlia |
| Harsha Laxmi Shakya  | Naghal           | 1955-1961        | Sposata, 2 figli            |
| Nani Mayju Shakya    | Naghal           | 1961-1969        | Sposata, 1 figlio, 2 figlie |
| Sunina Shakya        | Ombahal          | 1969-1978        | Sposata, 1 figlio, 1 figlia |
| Anita Shakya         | Sikamoobahal     | 1978-1984        | Non sposata                 |
| Rashmila Shakya      | Kwahiti          | 1984-1991        | Non sposata                 |
| Amita Shakya         | Asanbahal        | 1991-2001        | Non sposata                 |
| Preeti Shakya        | Itumbahal        | 2001-2008        | Non sposata                 |
| Matina Shakya        | Katmandu         | 2008-2017        | Non sposata                 |
| Samita Bajracharya   | Patan            | 2010-2014        | Non sposata                 |
| Yunika Bajracharya   | Patan            | 2014-2017        | Non sposata                 |
| Trishna Shakya       | Katmandu         | 2017             | Non sposata                 |